# Rio Apodi
 (janvier 2023).
Si vous disposez d'ouvrages ou d'articles de référence ou si vous connaissez des sites web de qualité traitant du thème abordé ici, merci de compléter l'article en donnant les références utiles à sa vérifiabilité et en les liant à la section « Notes et références ».

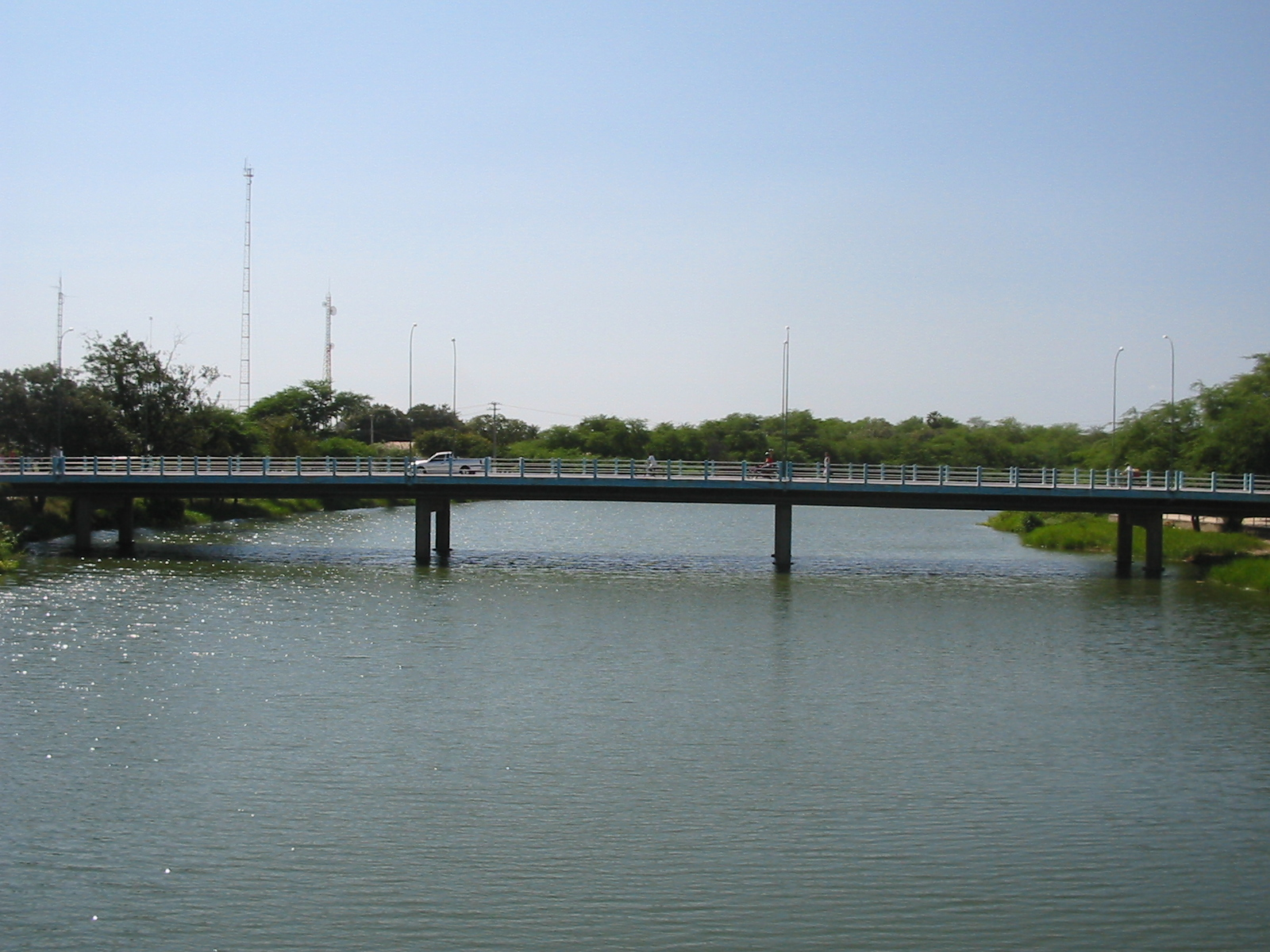
Pont au-dessus de la rivière Mossoró (Brésil)

Le rio Apodi (ou rio Mossoró) est un cours d'eau brésilien de l'État du Rio Grande do Norte. Il prend sa source sur le territoire de la municipalité d'Apodi, sur la Chapada do Apodi[réf. nécessaire]. Il arrose les communes d'Apodi, Felipe Guerra, Governador Dix-Sept Rosado et Mossoró, où il se jette dans le Rio Mossoró. Son cours est intermittent, en raison des sécheresses fréquentes dans la région Nordeste[réf. nécessaire].